# لئوپولد آئر
لئوپولد آئر (آلمانی: Leopold Auer؛ مجاری: Auer Lipót؛ ۷ ژوئن ۱۸۴۵ – ۱۵ ژوئیه ۱۹۳۰) یک آهنگساز، نوازندهٔ ویولن، مدرس موسیقی و رهبر ارکستر اهل مجارستان بود.
او نوازندگی ویولن را در بوداپست فرا گرفت و سپس برای تکمیل آموخته‌های خود به وین رفت. او پس از چندین تلاش ناموفق برای اجرای برنامه و پیدا کردن کارِ مناسب، به هانوفر رفت و به مدت دو سال، شاگردِ یوزف یواخیم بود و از این زمان بود که آیندهٔ شغلی‌اش تغییر کرد. در مدت کوتاهی، مبدل به «کنسرت مایستر» در شهر دوسلدورف و در سال ۱۸۶۸ میلادی، کنسرت مایستر در شهر برلین شد.
لئوپولد آئر یکی از استادان ویولن در کنسرواتوار سنت پیترزبورگ بود. در سفری که به شهر لندن در سال ۱۸۶۸ انجام داد، از او دعوت کردند که در کنسرت «آرشدوک» لودویگ فان بتهوون به همراه آنتون روبینشتاین (پیانو) و کارلو آلفردو پیاتی (ویولنسل) نوازندگی کند. آنتون روبینشتاین به دنبال استادی از کنسرواتوار سنت پیترزبورگ برای خود بود که «لئوپولد آئر» را به او پیشنهاد دادند و لئوپولد قرارداد سه ساله‌ای را امضا کرد، اما در حدود ۴۹ سال در آنجا ماندگار شد.
پیوتر ایلیچ چایکوفسکی یکی از ستایش‌کنندگان سبک نوازندگی وی بود و به‌غیر از او، بسیاری از آهنگسازانِ بالهٔ آن روزگار از جمله الکساندر گلازونف، تک‌نوازی‌های ویولن را، اختصاصاً با اتکا به هنر نوازندگی او می‌نوشتند.
«لئوپولد آئر» شاگردان برجستهٔ فراوانی را تربیت کرد از آن میان می‌توان به «میشا المن»، «یاشا هایفتز»، «ناتان میلشتین»، «کنستانتی گورسکی»، «توشا زیدل»، «ییفریم سیمبالیست»، «کلارا راکمور» و «کتلین پارلو» اشاره کرد.
لئوپولد در سال ۱۹۱۸ به ایالات متحده آمریکا مهاجرت کرد و در آنجا ساکن شد. در ۲۳ مارس ۱۹۱۸ در تالار کارنگی به اجرای برنامه پرداخت و سپس در شهرهای شیکاگو، بوستون و فیلادلفیا نیز کنسرت‌هایی اجرا کرد. وی در سال ۱۹۳۰ در شهر درسدن، آلمان درگذشت و جسدش در گورستانی در هارتسدیل، نیویورک دفن شد.
او که یهودی بود در حوالی سال ۱۸۷۰ میلادی در کشور روسیه به دین مسیحیت و مذهب ارتودکس (کلیسای ارتدکس روسی) گروید.